# Calyptranthes killipii
Calyptranthes killipii är en myrtenväxtart som beskrevs av Paul Carpenter Standley. Calyptranthes killipii ingår i släktet Calyptranthes och familjen myrtenväxter.
Artens utbredningsområde är Colombia. Inga underarter finns listade i Catalogue of Life.